# Казини, Стефания
Стефа́ния Кази́ни (итал. Stefania Casini; род. 4 сентября 1948, Вилла-ди-Кьявенна, Италия) — итальянская актриса театра и кино, режиссёр, сценарист и журналистка. Играла в фильмах Пьетро Джерми, Бернардо Бертолуччи, Дарио Ардженто, Марко Феррери, Карло Вердоне и Питера Гринуэя.

## Биография
Стефания Казини родилась в городке Вилла-ди-Кьявенна 4 сентября 1948 года. Актёрским искусством заинтересовалась в раннем возрасте. Играла в школьном театре, вместе с другом, ныне актёром, Маурицио Никетти. По настоянию родителей поступила в Миланский технический университет, который окончила с дипломом архитектора и инженера. Во время учёбы не оставила увлечение театром. Так, накануне защиты диплома она тайно вылетела из Милана в Рим, где играла в постановке Джорджо Феррара, а утром вернулась обратно. Кроме того, параллельно с учёбой в университете, Стефания Казини обучалась в Школе драматического искусства. С ней занималась актриса Эсперия Сперани.
В 1970 году режиссёр Пьетро Джерми предложил ей главную роль в своём фильме «Каштаны хороши». Её партнёром по фильму был актёр Джанни Моранди. Снимаясь в кино, она продолжила играть в театре. В том же году, вместе с Тино Буаццелли, сыграла главную роль в постановке пьесы Луиджи Пиранделло «Шесть персонажей в поисках автора».
В первой половине 1970-х годов в кино играла роли второго плана, а также работала актрисой дубляжа в кооперативе CVD — «Кино. Видео. Дублирование». В частности, ею была озвучена роль Катерины (Кароль Андре) в фильме «Дон Камилло и современная молодёжь» (1972) режиссёра Марио Камерини и роль Вирджинии Висмара (Джейн Биркин) в фильме «Сожжена палящей страстью» (1976) режиссёра Джорджо Капитани. В 1975 году она позировала обнажённой для журнала Playboy.
Значимой работой для Стефании Казини стала роль в фильме Бернардо Бертолуччи «Двадцатый век». Её партнёрами по картине были Роберт Де Ниро и Жерар Депардьё. В одном из своих интервью, актриса вспоминала, что на съёмках Депардьё был открытым, жизнерадостным, в то время, как Де Ниро, напротив, был очень замкнутым. Следующими ролями в кино, принесшими ей известность, стали работы в 1977 году в фильме «Суспирия» режиссёра Дарио Ардженто и в 1978 году в фильме «Прощай, самец» режиссёра Марко Феррери. В 1978 году, вместе с Витторио Сальвети, Беппе Грилло и Марией Джованной Эльми, Стефания Казини была ведущей музыкального фестиваля в Сан-Ремо.
В конце 1970-х она увлеклась журналистикой и начала сотрудничать с телекомпанией RAI. Создавала журналистские репортажи для телевизионной рубрики «Mixer». Прибыла в Нью-Йорк, где с Энди Уорхолом участвовала в создании фильма «Плохое от Энди Уорхола». В 1983 году, вместе с Франческой Марчано, в качестве сценариста и режиссёра сняла свой первый телевизионный фильм «Где-то далеко» о жизни эмигрантов-итальянцев в США. В том же году эта картина была представлена на Венецианском кинофестивале. С 1990-х по 2008 год сняла несколько документальных фильмов для телекомпании RAI. Её документальные картины посвящены, главным образом, женщинам, их положению в обществе в разных странах.
Стефания Казини нарушила своё решение не сниматься в кино, которое приняла в начале 1980-х годов. В конце 1980-х — 1990-х годах она снялась в нескольких телевизионных фильмах, а также сыграла в 1987 году в фильме «Живот архитектора» Питера Гринуэя и «Будь проклят тот день, когда я тебя встретил» Карло Вердоне. С 2000 по 2002 год возглавляла кинофестиваль «Земля Сиены». Стефания Казини является вице-президентом Ассоциации итальянских документалистов. С 1991 года актриса замужем за режиссёром Джанкарло Сольди. В 2015 году работала над документальным фильмом, посвящённым трагедии беженцев с севера Африки в Европе.

## Избранная фильмография

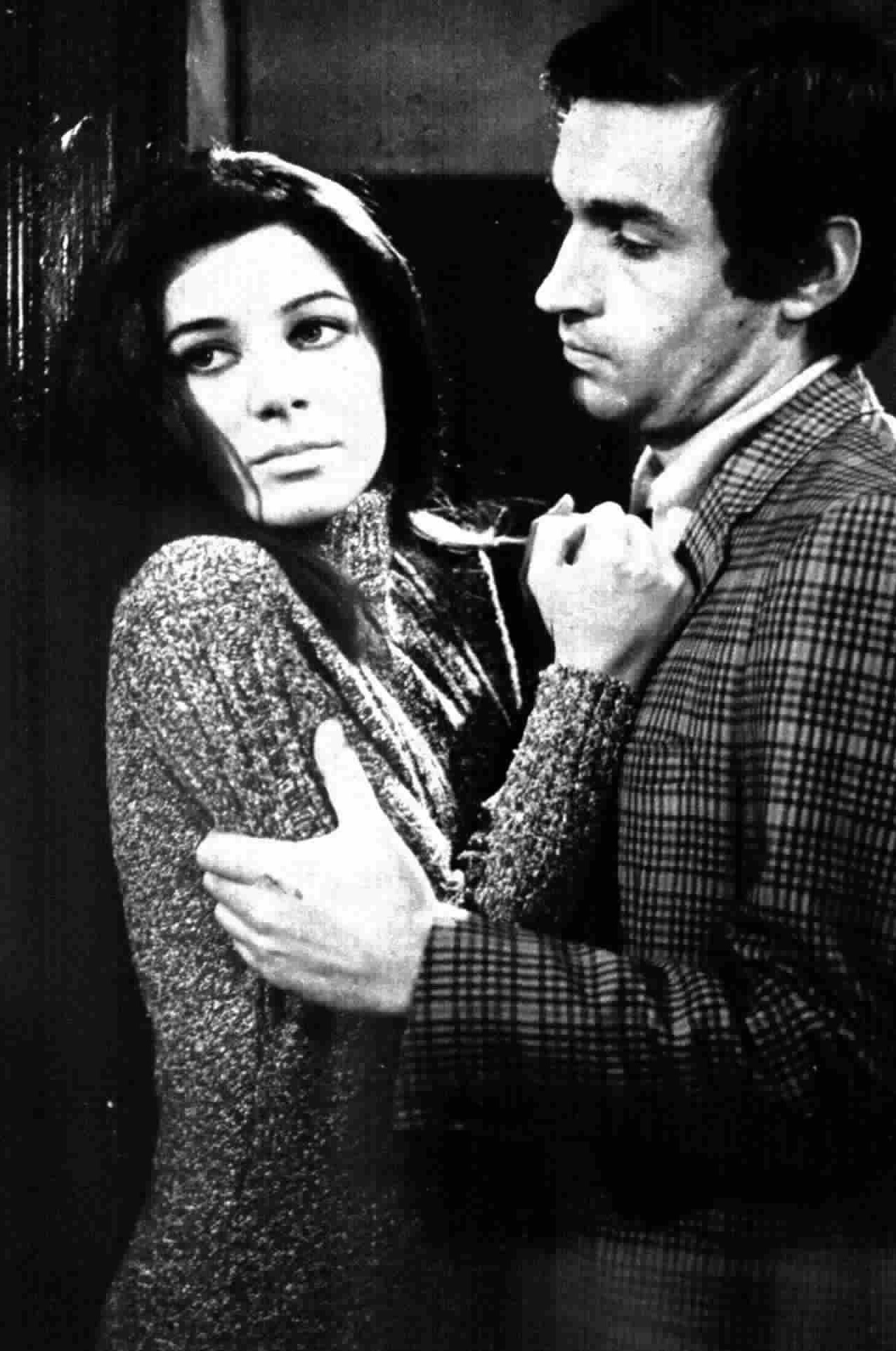
С Антонелло Камподифьори в сериале «Никто не должен знать»

| Год       | Фильм | Режиссёр                 | Участие                          |
| --------- | --- | ------------------------ | -------------------------------- |
| 1970      | «Каштаны хороши» (итал. Le castagne sono buone)                                                                        | Джерми Пьетро            | актриса (Карла Лотито)           |
| 1970      | «Король Олень» (итал. Re Cervo)                                                                                        | Андреа Камиллери         | актриса                          |
| 1970      | «Я знаю историю» (нем. Ich kenne die Geschichte)                                                                       | Чеко Замурович           | актриса (Мириам)                 |
| 1971      | «Горнило» (итал. Il crogiuolo)                                                                                         | Сандро Болки             | актриса (Мэри Уоррен)            |
| 1972      | «Любовь убивает» (итал. D'amore si muore)                                                                              | Карло Карункьо           | актриса (Тея)                    |
| 1972      | «Никто не должен знать» (итал. Nessuno deve sapere)                                                                    | Марио Ланди              | актриса (Мария Петрулли)         |
| 1973      | «Способ быть женщиной» (итал. Un modo di essere donna)                                                                 | Пьер Людовико Павони     | актриса (Франческо)              |
| 1973      | «E.S.P.» (итал. E.S.P.)                                                                                                | Даниэле Д’Анца           | актриса (Гульельмина / Бенедикт) |
| 1973      | «Школа жён» (итал. La scuola delle mogli)                                                                              | Витторио Коттафави       | актриса (Аньезе)                 |
| 1973      | «Тревико — Турин. Путешествие на фиате» (итал. Trevico-Torino - Viaggio nel Fiat-Nam)                                  | Этторе Скола             | актриса                          |
| 1974      | «Кузина» (итал. Le castagne sono buone)                                                                                | Альдо Ладо               | актриса (Лиза Скудери)           |
| 1974      | «Летучий отряд» (итал. Squadra volante)                                                                                | Стельвио Масси           | актриса (Марта)                  |
| 1974      | «Дракула ищет девственную кровь... и умирает от жажды!!!» (итал. Dracula cerca sangue di vergine... e morì di sete!!!) | Пол Моррисси             | актриса (Рубиния)                |
| 1975      | «Не пишется на стенах в Милане» (итал. Non si scrive sui muri a Milano)                                                | Раффаэле Майелло         | актриса (Анна)                   |
| 1975      | «Золотая Месса» (фр. La messe dorée)                                                                                   | Бени Монтрезор           | актриса (Лулу)                   |
| 1975      | «Амбициозный» (итал. L'ambizioso)                                                                                      | Паскуале Сквитьери       | актриса (Лючиана)                |
| 1975      | «Землемер Приметти как дикарь Освальдо» (итал. Geometra Prinetti selvaggiamente Osvaldo)                               | Фердинандо Бальди        | актриса                          |
| 1975      | «Великое заблуждение» (итал. Le grand délire)                                                                          | Дэннис Берри             | актриса                          |
| 1976      | «Двадцатый век» (итал. Novecento)                                                                                      | Бернардо Бертолуччи      | актриса (прачка Неве)            |
| 1976      | «Как похитить ребёнка» (итал. Come ti rapisco il pupo)                                                                 | Лучо Де Каро             | актриса (Рита)                   |
| 1976      | «Медовый месяц втроём» (итал. Luna di miele in tre)                                                                    | Карло Ванцина            | актриса (Грациэлла Лураги)       |
| 1976      | «Посредники» (итал. I prosseneti)                                                                                      | Брунелло Ронди           | актриса (Одиле)                  |
| 1977      | «Плохое от Энди Уорхола» (англ. Il male di Andy Warhol)                                                                | Джед Джонсон             | актриса (P.G.)                   |
| 1977      | «Мужчина-латиноамериканец... требуется» (итал. Maschio latino... cercasi)                                              | Джованни Нарцизи         | актриса (Анна)                   |
| 1977      | «Суспирия» (итал. Luna di miele in tre)                                                                                | Дарио Ардженто           | актриса (Сара)                   |
| 1977      | «Глаза дракона» (итал. Gli occhi del drago)                                                                            | Пьеро Скивадзаппа        | актриса                          |
| 1977      | «Это было так» (итал. È stato così)                                                                                    | Томас Шермам             | актриса (жена)                   |
| 1977      | «Преследователь» (итал. L'inseguitore)                                                                                 | Марио Фольетти           | актриса                          |
| 1978      | «Прощай, самец» (англ. Ciao maschio)                                                                                   | Марко Феррери            | актриса (феминистка)             |
| 1978      | «Как потерять жену и найти любовницу» (итал. Come perdere una moglie e trovare un'amante)                              | Пасквале Феста Кампаниле | актриса (Мариза)                 |
| 1978      | «Только черный» (итал. Solamente nero)                                                                                 | Антонио Бидо             | актриса (Сандра Селлани)         |
| 1978      | «Сэм и Салли» (итал. Sam et Sally )                                                                                    | Робер Пуре               | актриса (Лаура Бенсон)           |
| 1979      | «Посвящается Эгейскому морю» (англ. Dedicato al mare Egeo)                                                             | Масуо Икеда              | актриса (Глория)                 |
| 1979      | «Убивая время» (итал. Ammazzare il tempo)                                                                              | Миммо Рафеле             | актриса                          |
| 1980      | «Коктейль Молотова» (итал. Cocktail Molotov)                                                                           | Диана Кюрис              | актриса (Анна-Мария)             |
| 1980      | «Парано» (итал. Parano)                                                                                                | Бернар Дюбуа             | актриса                          |
| 1980      | «Юный доктор Фрейд» (итал. Il giovane dottor Freud)                                                                    | Алессандро Кане          | актриса                          |
| 1981      | «Хабиби, любовь моя» (итал. Habibi, amor mío)                                                                          | Луис Гомес-Вальдивьезо   | актриса                          |
| 1981      | «Илла — пункт наблюдения» (итал. Illa: Punto d'osservazione)                                                           | Даниэле Д’Анца           | актриса (Илла)                   |
| 1982      | «Очень странное дело» (фр. De bien étranges affaires)                                                                  | Хуан Луис Бунюэль        | актриса (Пру)                    |
| 1982      | «Мора» (итал. Mora) | Леон Деклозо             | актриса (Кристина)               |
| Источник: | |                          |                                  |